# Fiołek dwukwiatowy

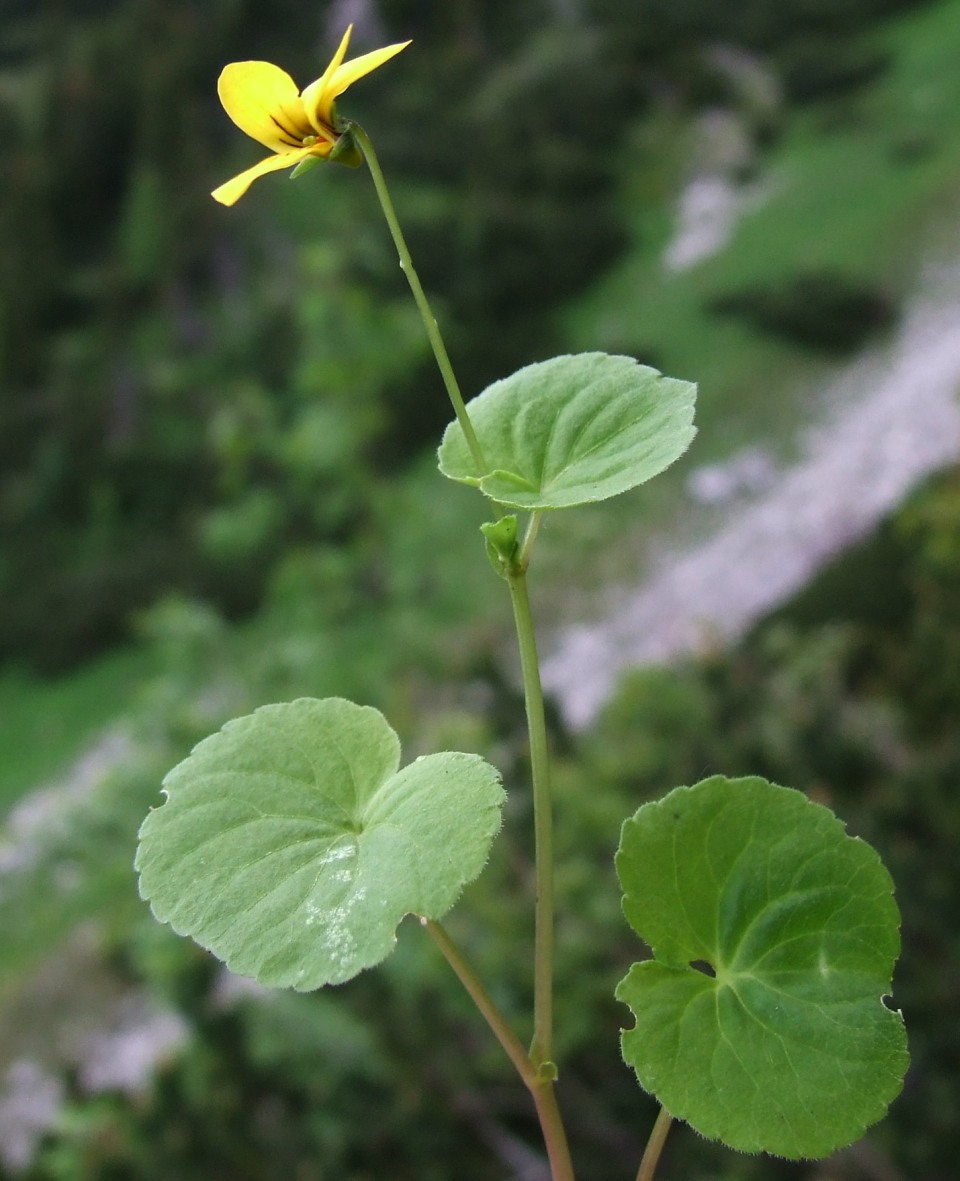
Pokrój

Fiołek dwukwiatowy (Viola biflora L.) – gatunek rośliny należący do rodziny fiołkowatych. Występuje w górach Azji, Europy i Ameryki Północnej oraz na obszarach arktycznych. W Polsce występuje w Sudetach i Karpatach.

## Morfologia
ŁodygaWznosząca się, cienka, osiąga wysokość 10–20 cm.
LiścieSercowate do nerkowatych, karbowane, na nerwach spodniej strony blaszki nieco owłosione. Na łodydze występują przeważnie 2 liście. Posiadają drobne, podługowate, całobrzegie lub nieco ząbkowane przylistki.
KwiatyŻółtocytrynowe, z brunatnymi żyłkami, długości 10–15 mm. Wyrastają po 1–3 w kątach liści. Mają bardzo krótką ostrogę, a ich górne 4 płatki zwrócone są ku górze. Działki kielicha spiczaste, znamię słupka spłaszczone i dwuczęściowe.
OwocNaga, 3-klapowa torebka zawierająca liczne i drobne nasiona z elajosomem.

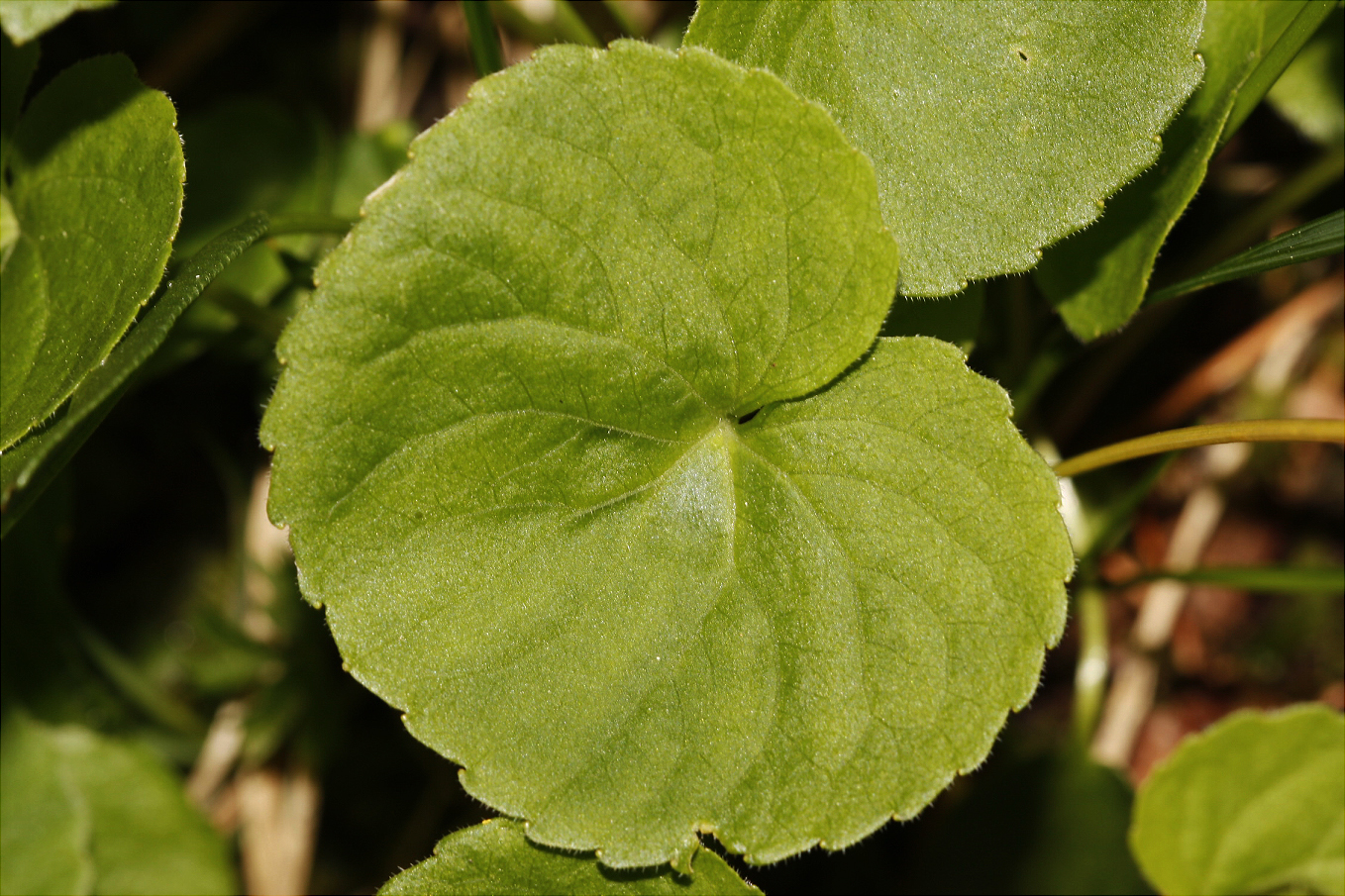
Liść
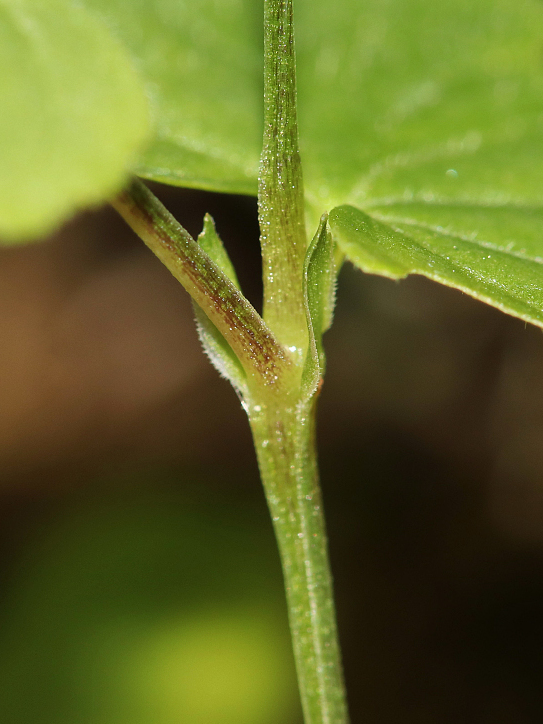
Przylistki
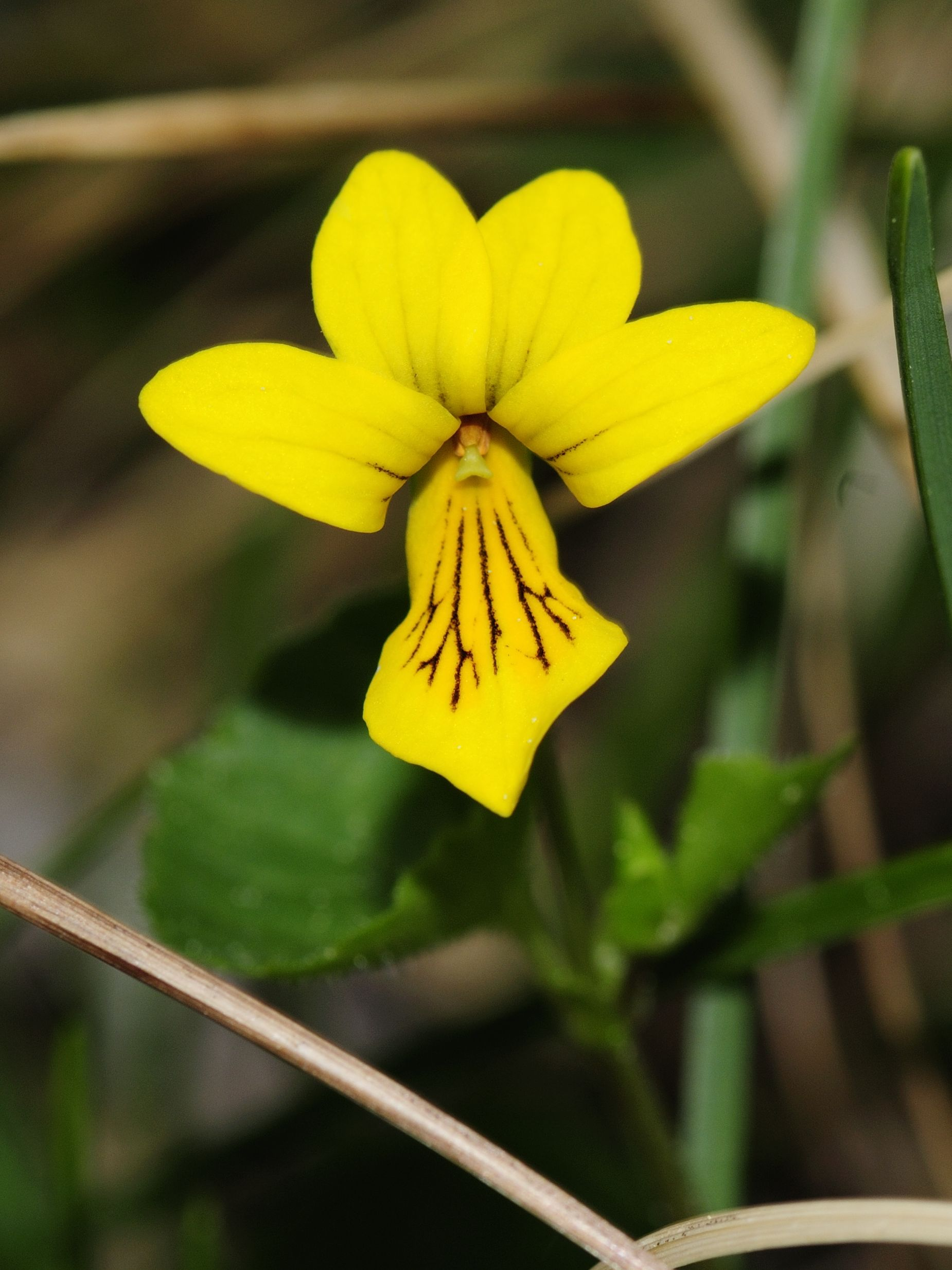
Kwiat
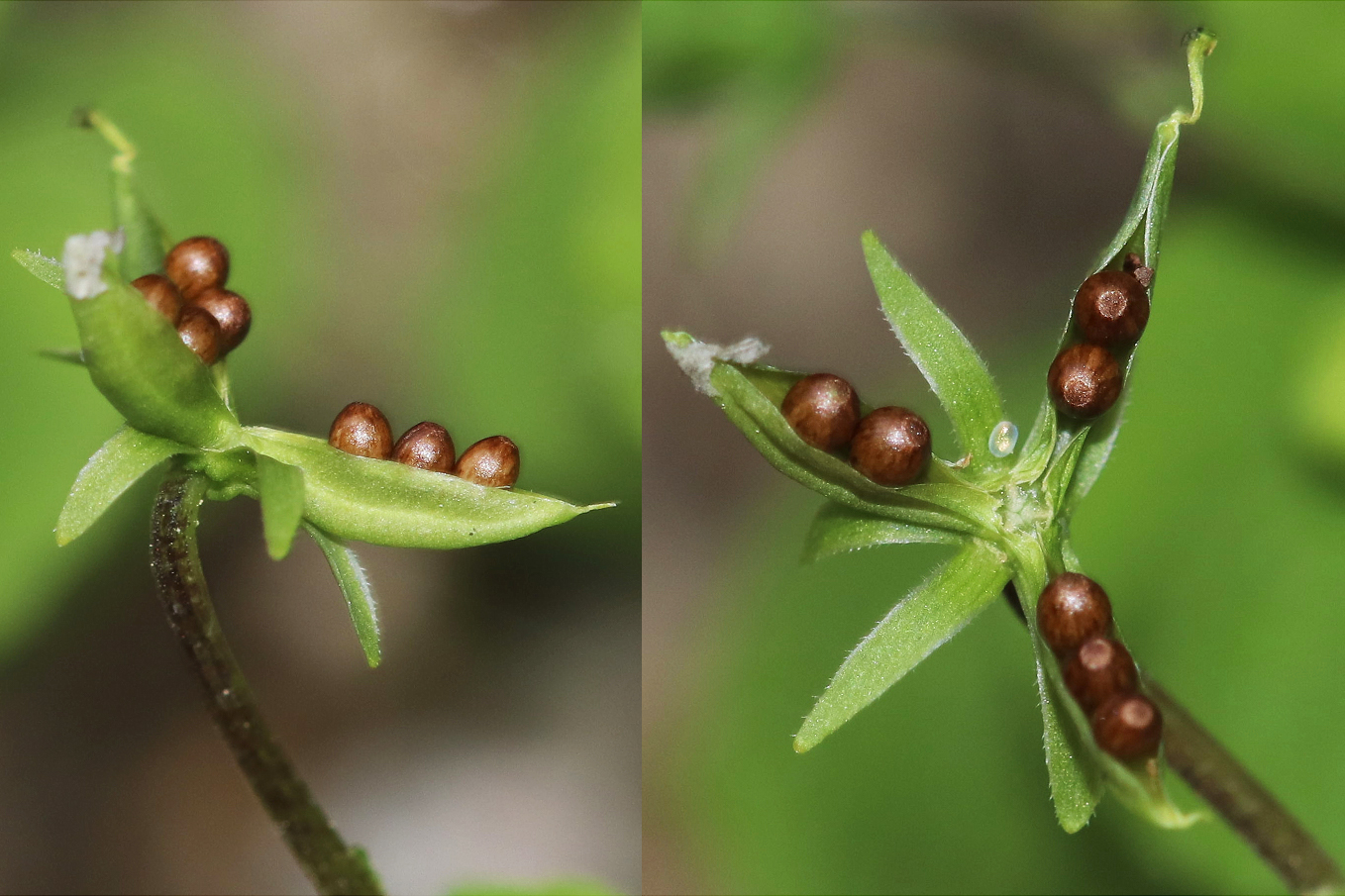
Owoce

## Biologia i ekologia
RozwójBylina. Kwitnie od maja do czerwca. Nasiona roznoszone są przez mrówki (myrmekochoria). Wbrew swojej nazwie nie zawsze ma 2 kwiaty, często 1 lub 3. Niektóre kwiaty nie rozwijają się, pozostając na etapie pąka. Następuje w nich samozapylenie.
SiedliskoRośnie w wilgotnych, górskich lasach, na wilgotnych skałach, i nad brzegami potoków. W Tatrach występuje od regla dolnego aż po najwyższe piętro turniowe (do 2500 m n.p.m.). Gatunek cieniolubny.

## Zmienność
W obrębie tego gatunku oprócz podgatunku nominatywnego wyróżniono dwa podgatunki oraz jedną odmianę:
- V. biflora subsp. carlottae Calder & Roy L.Taylor – występuje na Alasce i Kolumbii Brytyjskiej[4]
- V. biflora var. rockiana (W.Becker) Y.S.Chen – występuje na obszarze od wschodniego Tybetu do środkowej części Chin[5]